# Juul Vrijdag
Juul Vrijdag (Eindhoven, 28 juli 1956) is een Nederlands toneel-, televisie- en filmactrice.
Haar televisie- en filmcarrière begon begin jaren 90 met de film Stroomopwaarts, waarin acteurs als Gees Linnebank en Geert de Jong waren te zien. Daarna volgden (gast)rollen in Aletta Jacobs: Het hoogste streven, Zeeuws Meisje, fl 19,99, Baantjer, Russen, Spoorloos verdwenen en De Daltons, de jongensjaren. Ze speelde in de televisieserie Otje (1998), en de films Noordeloos (2001), De Passievrucht (2003), Verder dan de maan (2003), Alles is Liefde (2007) en New Kids Nitro (2011).
In 2008 had Vrijdag als Rietje van de Horst een hoofdrol in het tweede seizoen van de serie Klein Holland, met onder anderen Martin van Waardenberg en Juliette van Ardenne.
In 2009 was ze als oma te zien in de kinderfilm Kikkerdril. In 2013 vertolkte ze een gastrol in Danni Lowinski, als Jannie.
In 2015 was Vrijdag als misdadigster te zien in de serie Moordvrouw, van RTL 4.
In 2016 speelde ze koningin Wilhelmina in de musical Soldaat van Oranje en twee jaar later in Soof, de Musical.

## Filmografie
- Stroomopwaarts (1991)
- Hoogste tijd - Miss Wijdenes (1995)
- Aletta Jacobs: Het hoogste streven - Kiesvrouw (1995)
- Bed & breakfast - Tilly (1997)
- Arends - Mevrouw Klinger (1997)
- Zeeuws meisje - Graziëlla Horks (1998)
- Zebra (1998)
- Otje - Admiraal Strafpoort (1998)
- fl 19,99 - Marie 'n Bougy-de Jong (1998)
- Baantjer - Janneke van Pol (1998)
- De zeven deugden - Hermien (1999)
- Soekarno blues - Koningin Juliana (1999)
- Wildschut & De Vries - Gerrie de Vries (2000)
- Wet & Waan - Rechter Balm (2000-2004)
- Noordeloos (2001)
- Russen - Astrid Jansen (2002)
- Verder dan de maan - Vrouw op bromfiets (2003)
- De passievrucht - Zuster (2003)
- Drijfzand - Verpleegster (2004)
- De Afdeling - Mevrouw Broekhuizen (2005)
- Enneagram - Karina Polski (2005)
- Keyzer & De Boer Advocaten (2005)
- Daar vliegende panters 2 (2005)
- Boks - Mevrouw Maasberg (2006)
- Alles is liefde - Receptioniste (2007)
- De Daltons, de jongensjaren - Tante Lydia (2007)
- Koest - Moeder (2008)
- Spoorloos verdwenen - Louise Jansen (2008)
- Klein Holland - Rietje van der Horst (2008)
- Kikkerdril - Grootmoeder (2009)
- Sorry Minister - Juul Weideloper (2009)
- Verborgen gebreken - Mevrouw de Leeuw (2010)
- S1NGLE - Zwemlerares (2010)
- Docklands - Mevrouw de Bie (2010)
- De uitvinders en het zonnewiel - Waarzegster (2011)
- Van God Los - Moeder Nadia (2011)
- De bende van Oss - Mien Biemans (2011)
- New Kids Nitro - Corrie Batsbak (2011)
- Moeder, ik wil bij de Revue - Moeder Arnold (2012)
- Danni Lowinski - Jannie (2013)
- Dokter Tinus - Verzorgster (2013)
- Camouflage - Vrouw (2013)
- Kankerlijers - Zuster Ruth (2014)
- Oorlogsgeheimen - Mevrouw Witteman (2014)
- Wonderbroeders - Moeder zieke jongen (2014)
- Nieuwe buren - Kelly Weij (2014)
- Moordvrouw - Hanna van Delden (2015)
- Flikken Maastricht - Mevrouw Thissen (2015)
- Kasper en de kerstengelen - Mevrouw Zwart (2015)
- Vechtershart - Cora Roest (2015-2017)
- Adios amigos - Mieke (2016)
- Fataal - Officier van justitie (2016)
- The Bridge to Liberation - Moeder Antje (2016)
- B.A.B.S. - Nel (2017)
- Dokter Deen - Moeder Teun (2018)
- Dertigers - Moeder Pieter (2020)
- Ten minste houdbaar tot - Maya (2022, 2024)
- Opa Cor - Juul (2024)
- Tegendraads - hospita (2024)